# Karl Simonsson
Karl „Timpa“ Simonsson (* 1919; † 1992) war ein schwedischer Fußballspieler. Der Stürmer, der in den 1940er Jahren zu zwei Länderspieleinsätzen für die schwedische Nationalmannschaft kam, spielte für Jönköpings Södra IF in der Allsvenskan und ist beim 1969 letztmals erstklassig spielenden Klub bester Erstligatorschütze der Vereinsgeschichte.

## Werdegang
1939 stieß Simonsson zur Wettkampfmannschaft von Jönköpings Södra IF. In den folgenden Jahren entwickelte er sich zu einer der herausragendsten Spielerpersönlichkeiten der Vereinsgeschichte. 1943 stieg er mit dem Klub in die zweite Liga auf, in der er sich als regelmäßiger Torschütze auszeichnete. Mit 50 (!) Saisontoren in 18 Ligapartien war er in der Spielzeit 1944/45 maßgeblich daran beteiligt, dass die Mannschaft verlustpunktfrei mit 92 erzielten Torerfolgen den Staffelsieg errang. Nach Erfolgen über Tidaholms GoIF in den Entscheidungsspielen stieg der Verein anschließend erstmals in die Allsvenskan auf.
Simonssons Torgefahr führte ihn im Sommer 1945 zu internationalen Ehren: am 26. August des Jahres debütierte er an der Seite des vierfachen Torschützen Gunnar Gren, des zweifach erfolgreichen Arne Nyberg und Henry Carlsson im Nationaljersey, das Freundschaftsspiel gegen die finnische Landesauswahl endete mit einem 7:2-Erfolg. In der schwedischen Eliteserie war er anschließend mit seiner Mannschaft weniger erfolgreich, die Spielzeit 1945/46 beendete der Klub gemeinsam mit Halmstads BK auf einem Abstiegsrang. Nach Saisonende hatte er dennoch erneut die Möglichkeit, sich in einem internationalen Spiel auszuzeichnen. In einem einmaligen Auftritt für den Ligakonkurrenten AIK trat er gegen den englischen Klub Charlton Athletic an, das Spiel ging wegen seines Spielverlaufs und des Endergebnisses in die Annalen ein: Der englische Klub erspielte sich zur Halbzeit eine 4:0-Führung, die später auf einen 7:1-Zwischenstand ausgebaut wurde. Nachdem Carlsson in der 68. Spielminute den zweiten Treffer für AIK erzielt hatte, erzielte Simonsson drei Minuten später sein erstes Tor in diesem Spiel. Anschließend erzielte der Klub Tor um Tor – kurz vor Schluss war es Simonsson vorbehalten mit seinem dritten Torerfolg den 7:7-Ausgleich zu erzielen. Die in der Zeitung Dagens Nyheter erschienenen Zeichnungen des Journalisten Jan-Erik Garland zum Spielverlauf wurden ebenso wie das als „AIK-Spiel aller Zeiten“ bezeichnete Match zu einem Klassiker.
Wenngleich nicht mehr so dominant wie zwei Jahre zuvor wiederholte er mit dem Verein einen Punkt vor Åtvidabergs FF den Staffelsieg, in den Aufstiegsspielen wurde Ludvika FFI in Hin- und Rückspiel besiegt. Als Mittelstürmer zeigte er in den folgenden Jahren in der Allsvenskan seine Torgefahr und platzierte sich unter den besten Schützen der Torschützenliste. Dies führte 1949 zu seinem Comeback im Nationaljersey, beim 3:3-Unentschieden gegen Norwegen im Oktober 1949 zählte er neben Lennart Lindskog und Hasse Jeppson zu den Torschützen. Bis 1951 lief er noch für seinen Verein in der Allsvenskan auf, in den fünf Erstligaspielzeiten hatte er in 93 Spielen 60 Tore erzielt. Während er damit unter den Spielern mit den meisten Einsätzen für den Klub in der schwedischen Eliteserie an fünfter Stelle rangiert, distanziert er den mit 33 Toren für Jönköpings Södra IF erfolgreichen Arne Selmosson, mit dem er zu dessen Karrierebeginn gemeinsam in der Allsvenskan auflief, als zweitbesten Schützen deutlich.